# Berggrenøya
Berggrenøya is een onbewoond eiland in Straat Hinlopen in Spitsbergen. Het eiland maakt deel uit van de Vaigattøyane-archipel van Spitsbergen. Het heeft een oppervlakte van zes km².